# Società Elettrica Sopracenerina
Die Società Elettrica Sopracenerina (SES), kurz Sopracenerina, mit Sitz in Locarno ist ein Schweizer Energieversorgungsunternehmen.

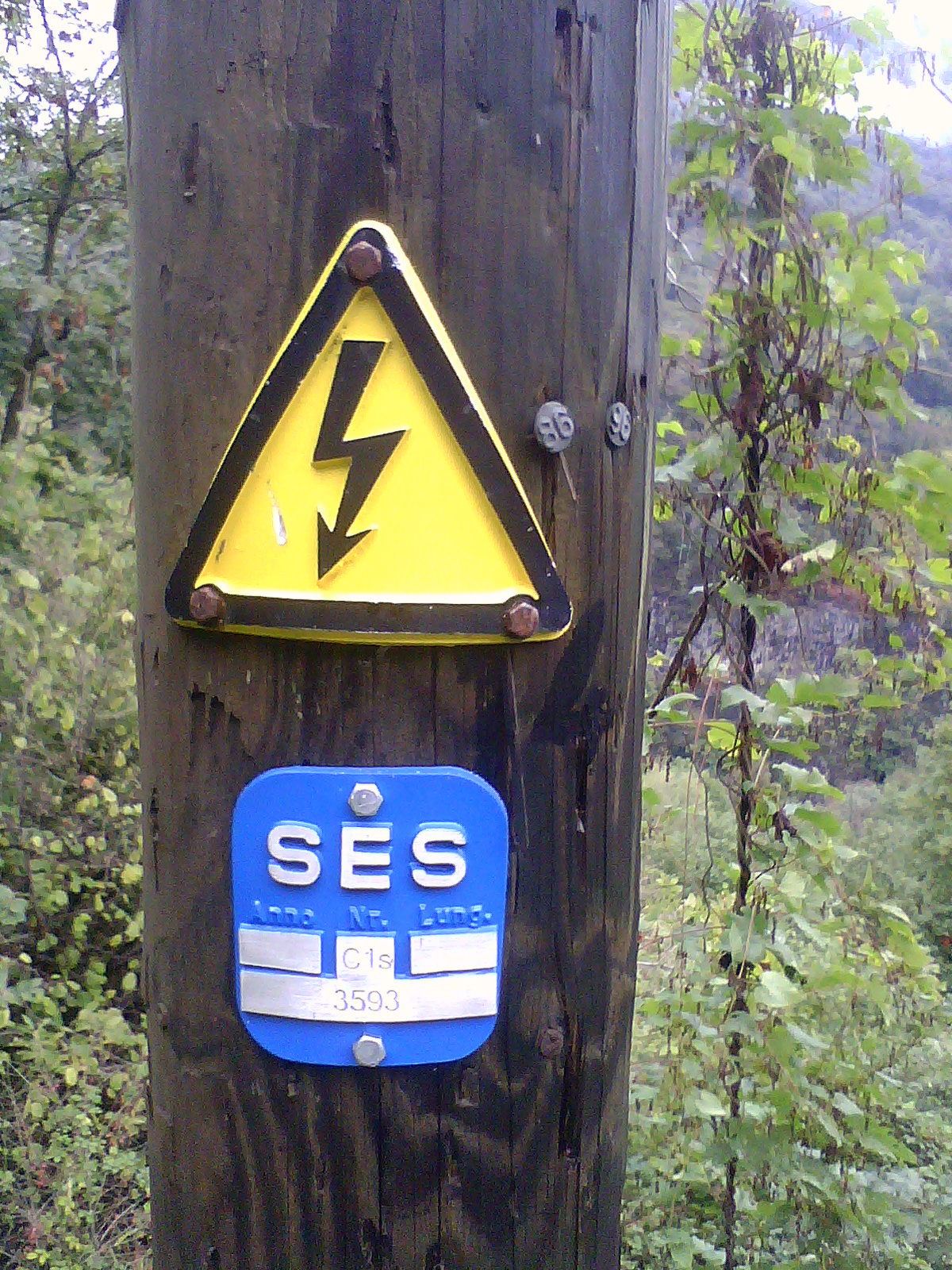
Stromleitungsmast in Intragna TI, Centovalli

Die Unternehmensgruppe beschäftigt 171 Mitarbeiter und erwirtschaftete 2007 einen Umsatz von 104 Millionen Schweizer Franken. Die Società Elettrica Sopracenerina ist an der Schweizer Börse SWX Swiss Exchange kotiert. Mehrheitsaktionär mit einem Anteil von 60,9 % ist die Aare-Tessin AG für Elektrizität, die sich wiederum mehrheitlich im Besitz der Atel Holding AG befindet.

## Tätigkeitsgebiet
Das Unternehmen ist vorwiegend in der Stromverteilung tätig und in einem kleineren Rahmen in der Stromerzeugung.
SES beliefert rund 74'000 Kunden mit rund 705 GWh Strom pro Jahr. Dieser wird mehrheitlich von der Azienda Elettrica Ticinese (AET) bezogen und in 73 Gemeinden des Sopraceneri im Kanton Tessin sowie in fünf Gemeinden des Misox im Kanton Graubünden verteilt. Die SES verfügt mit diesen Gemeinden über langjährige Lieferverträge.

## Geschichte
Das Unternehmen ging 1933 aus dem Zusammenschluss der 1903 gegründeten Società Elettrica Locarnese (SEL) und der 1913 gegründeten Società Elettrica Tre Valli (SETV) hervor. Ab 1959 bezog die Sopracenerina 33 Mio. kWh von der AET für die Versorgung der oberen Täler des Sopraceneris, während die unteren Täler weiterhin vom eigenen Kraftwerk Piottino versorgt wurde. 1972 trat die Sopracenerina das Kraftwerk an die AET ab, erlangte dafür das Recht, das Gebiet der AET mit Strom zu versorgen.